# Liste der Bodendenkmale in Salzhemmendorf
In der Liste der Bodendenkmale in Salzhemmendorf sind die Bodendenkmale der niedersächsischen Gemeinde Salzhemmendorf aufgeführt. Die Quelle ist der Denkmalatlas Niedersachsen. 

Salzhemmendorf im Landkreis Hameln-Pyrmont

Der Stand der Liste ist der 27. Januar 2025.

## Allgemein
In den Spalten finden sich folgende Informationen des Bodendenkmales:
| Lage         | geographische Koordinaten                                                           |
| Bezeichnung  | Bezeichnung lt. Denkmalatlas                                                        |
| Beschreibung | Beschreibung lt. Denkmalatlas                                                       |
| ID           | Objekt-ID                                                                           |
| Bild         | Bild, ggf. zusätzlich mit Link zu weiteren Fotos im Medienarchiv Wikimedia Commons. |

## Ahrenfeld
| Lage                       | Bezeichnung             | Beschreibung | ID       | Bild |
| -------------------------- | ----------------------- | --- | -------- | ---- |
| 52° 3′ 55″ N, 9° 38′ 46″ O | Ahrenfeld 1, Bullerburg | Von der ehemaligen Wasserburg ist noch der erhöhte Burgplatz von nahezu quadratischem Grundriss und ca. 60 m Durchmesser erhalten, der von einem breiten Graben mit Außenwall umgeben war. Der Graben ist noch im Osten, Süden und Westen schwach erkennbar. Von der ehemaligen Bebauung sind keine Spuren mehr vorhanden. Die Burg war im Besitz der Familie Bock von Wülfingen. Sie wurde im Dreißigjährigen Krieg zerstört, die Mauern abgetragen und zum Bau der Einfriedungsmauer des Gutes Heinsen verwendet. - Teilstück ID: 40774150 | 28969173 | BW   |

## Lauenstein
| Lage                       | Bezeichnung                   | Beschreibung | ID       | Bild           |
| -------------------------- | ----------------------------- | --- | -------- | -------------- |
| 52° 4′ 34″ N, 9° 32′ 57″ O | Lauenstein 1, Burg Lauenstein | Über die Baugeschichte der Burg sind keine Details bekannt. Mehr weiß man über ihre Verfallsgeschichte. Nach dem Dreißigjährigen Krieg verwahrloste die Burg, der Verfall beschleunigte sich nach dem Wegzug des Amtsmanns 1730. Nach einem Dorfbrand in Lauenstein 1730 wurde Baumaterial der Burg zum Wiederaufbau verwendet. Anfang des 19. Jh. wurden die letzten Reste abgerissen. Wahrscheinlich Mitte 2004 ist der Turm auf dem Gelände der Burg bis auf geringe Reste eingestürzt und die Steine teilweise in den Burggraben gerutscht. | 28969174 | Weitere Bilder |
| 52° 4′ 49″ N, 9° 34′ 38″ O | Lauenstein 10, Mordkreuz      | Kreuzstein aus Sandstein, H. 0,94 m, Br. 0,58 m, D. 0,17 m. Auf der stark beschädigten Vorderseite ein eingerilltes lateinisches Kreuz mit durchgezogenen Kreuzrillen. Auf der Rückseite ebenfalls ein eingerilltes lateinisches Kreuz mit einer Querrille am Kreuzschaft. Darunter zwei weitere 8 cm lange Rillen. Oben rechts am Stein alte Beschädigung durch Abschlag. | 28951122 | BW             |

## Salzhemmendorf
| Lage                       | Bezeichnung                     | Beschreibung | ID       | Bild |
| -------------------------- | ------------------------------- | --- | -------- | ---- |
| 52° 3′ 56″ N, 9° 35′ 26″ O | Salzhemmendorf 2, Scheibenkreuz | Scheibenkreuzstein aus rotem Sandstein. H. 1,03 m; Br. 42 m; T. 0,24 m. Die Vorderseite der Scheibe zeigt auf vertieftem Grund eine Kreuzigungsszene. Auf dem Schaft sind ein Hammer und eine Zange abgebildet; der Hammer gerillt, die Zange herausgehauen. Zwischen beiden Werkzeugen befindet sich in feiner Rillenarbeit ein kniender Adorant. Die Oberfläche des Sandsteines ist so angegriffen, dass der Adorant kaum noch zu sehen ist. Der Scheibenrand trägt eingetiefte Schriftzeichen. Die Rückseite trägt ein nasenbesetztes gotisches Scheibenkreuz, das nahtlos in den Scheibenrand übergeht. Scharfe Schleifrillen zerfurchen die Rückseite. | 28969175 |      |
| 52° 2′ 49″ N, 9° 34′ 6″ O  | Salzhemmendorf 3, Jungfernstein | Steinkreuz aus rotem Sandstein. H. 0,85 m; Br. 0,39 m; T. 0,20 m. Stark beschädigt. Das Kopfstück fehlt ganz und vom rechten Kreuzarm ist lediglich ein Stumpf vorhanden. Der Schaft des Kreuzes verbreitert sich zur Basis hin. Der Sage nach ruhte sich die Tochter eines Schuhmachers auf dem Nachhauseweg aus und zählte ihre mitgebrachten Nägel. Ein Räuber glaubt, dass sie Geld zählt und erschlägt sie. | 28969176 | BW   |